# Spondylurus
Spondylurus es un género de lagartos perteneciente a la familia Scincidae. Se distribuyen por las Antillas.

## Especies
Según The Reptile Database:
- Spondylurus anegadae Hedges & Conn, 2012
- Spondylurus caicosae Hedges & Conn, 2012
- Spondylurus culebrae Hedges & Conn, 2012
- Spondylurus fulgidus (Cope, 1862)
- Spondylurus haitiae Hedges & Conn, 2012
- Spondylurus lineolatus (Noble & Hassler, 1933)
- Spondylurus macleani (Mayer & Lazell, 2000)
- Spondylurus magnacruzae Hedges & Conn, 2012
- Spondylurus martinae Hedges & Conn, 2012
- Spondylurus monae Hedges & Conn, 2012
- Spondylurus monitae Hedges & Conn, 2012
- Spondylurus nitidus (Garman, 1887)
- Spondylurus powelli Hedges & Conn, 2012
- Spondylurus semitaeniatus (Wiegmann, 1837)
- Spondylurus sloanii (Daudin, 1803)
- Spondylurus spilonotus (Wiegmann, 1837)
- Spondylurus turksae Hedges & Conn, 2012